# نزلة شرموخ
قرية نزلة شرموخ هي إحدى القرى التابعة لمركز ملوى بمحافظة المنيا في جمهورية مصر العربية. حسب إحصاءات سنة 2006، بلغ إجمالي السكان في نزلة شرموخ 4244 نسمة، منهم 2035 رجلا و2209 امرأة.